# Guillaume-Antoine Calvière
Guillaume-Antoine Calvière (París, 1695 - idm. 18 d'abril de 1755), fou un virtuós organista que durant molts anys exercí aquest ofici en la catedral de Notre Dame de París.
Gaudí la fama de ser el primer organista del seu temps per la seva meravellosa execució, mercès la qual vencia dificultats insuperables pel demés. El 1738 assolí el nomenament d'organista de la capella reial: el seu talent com a compositor era molt inferior al seu mèrit com a executant. Deixà diverses obres que romanen inèdites.